# Tehachapi (Califórnia)
Tehachapi é uma cidade localizada no estado americano da Califórnia, no condado de Kern. Foi incorporada em 13 de agosto de 1909.

## Geografia
De acordo com o United States Census Bureau, a cidade tem uma área de 25,8 quilômetros quadrados, onde 25,6 quilômetros quadrados estão cobertos por terra e 0,2 quilômetros quadrados por água.

### Localidades na vizinhança
O diagrama seguinte representa as localidades num raio de 40 quilômetros ao redor de Tehachapi.

## Demografia
Segundo o censo nacional de 2010, a sua população é de 14 414 habitantes e sua densidade populacional é de 563,86 hab/km². Possui 3 539 residências, que resulta em uma densidade de 138,44 residências/km².

## Lista de marcos
A relação a seguir lista as entradas do Registro Nacional de Lugares Históricos em Tehachapi.
- Courtlandt Gross House
- Errea House
- Tehachapi Railroad Depot